# Unterkarpfsee
Unterkarpfsee ist ein Gemeindeteil von Bad Heilbrunn im oberbayerischen Landkreis Bad Tölz-Wolfratshausen.

## Lage
Das Dorf liegt circa zwei Kilometer nordwestlich von Bad Heilbrunn.
Zum 1. Mai 1978 wurde die eigenständige Gemeinde Schönrain aus dem Landkreis Bad Tölz aufgelöst. Einige Gemeindeteile wurden zu Königsdorf eingegliedert, andere wie Unterkarpfsee kamen zu Bad Heilbrunn.